# Scleria borii
Scleria borii là loài thực vật có hoa trong họ Cói. Loài này được D.M.Verma miêu tả khoa học đầu tiên năm 1987 publ. 1989.